# Gardenia storckii
Gardenia storckii är en måreväxtart som beskrevs av Daniel Oliver. Gardenia storckii ingår i släktet Gardenia och familjen måreväxter. Inga underarter finns listade i Catalogue of Life.